# Catherine Grand

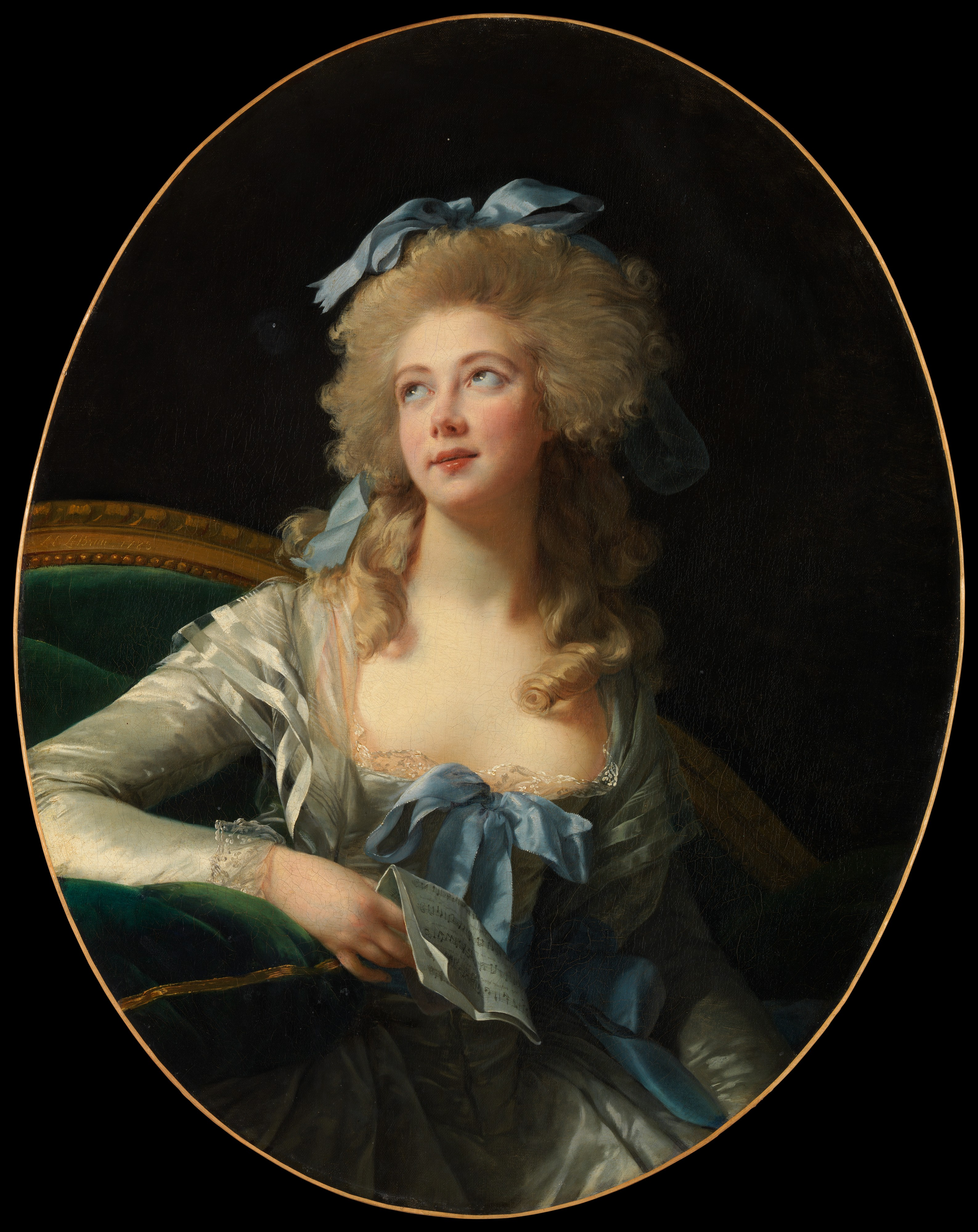
Portret door Élisabeth Vigée-Le Brun (1783), Metropolitan Museum of Art

Catherine Grand (Tranquebar, 21 november 1762 - Parijs, 10 december 1834) was de echtgenote van de Franse staatsman en diplomaat Charles-Maurice de Talleyrand.

## Levensloop
Ze werd geboren als Catherine Noël Verlée (ook gespeld Worlée) uit Franse ouders en groeide op in de omgeving van Pondicherry, een bezit van de Franse Compagnie des Indes in India. Haar vader was een Franse scheepskapitein van Bretoense afkomst. Die huwde haar in 1777 op zestienjarige leeftijd uit aan Georges-François Grand, een officier in de Britse Oost-Indische Compagnie. Het echtpaar woonde in Calcutta. Nadat ze door haar echtgenoot op overspel was betrapt, nam ze de vlucht naar Engeland. In 1782 reisde ze naar Frankrijk. 
Madame Grand had weinig of geen opleiding genoten maar was kunstzinnig en naar verluidt beeldmooi. Vanwege haar geboorteplaats werd ze l'Indienne genoemd. Ze ging in Parijs om met rijke en machtige mannen. Na de Franse Revolutie volgde ze de Franse émigrés naar Londen. Daar stond ze bekend als een intrigante. In 1797 keerde ze terug naar Frankrijk, waar men haar ervan verdacht op te treden als spion voor de Engelsen. Dit was waarschijnlijk terecht. Charles-Maurice de Talleyrand, onder de indruk van haar schoonheid en hopeloos verliefd, kwam haar te hulp. Grand bekwam de scheiding van haar eerste echtgenoot in 1798 en had openlijk een affaire met Talleyrand. Maar tot een huwelijk kwam het niet onmiddellijk. Grand wachtte berekend af waar de veelbelovende carrière van Talleyrand hem zou leiden. Talleyrand zelf was voor de revolutie tot bisschop gewijd en kon dus niet zo maar huwen. In 1802 stemde Grand eindelijk toe in een huwelijk. Talleyrand vroeg aan de paus dispensatie om te mogen huwen en schakelde ook Napoleon in om druk te zetten op de paus. Die dispensatie kwam er, al moest Talleyrand de bewoordingen zelf aanpassen om effectief te kunnen trouwen voor de kerk. Ook Napoleon gaf zijn zegen voor het huwelijk, al had hij zelf geen goede woorden over voor de bruid. Het koppel adopteerde een weeskind, Charlotte, al gaat men ervan uit dat het ging om een kind van het koppel dat nog voor het huwelijk werd geboren.

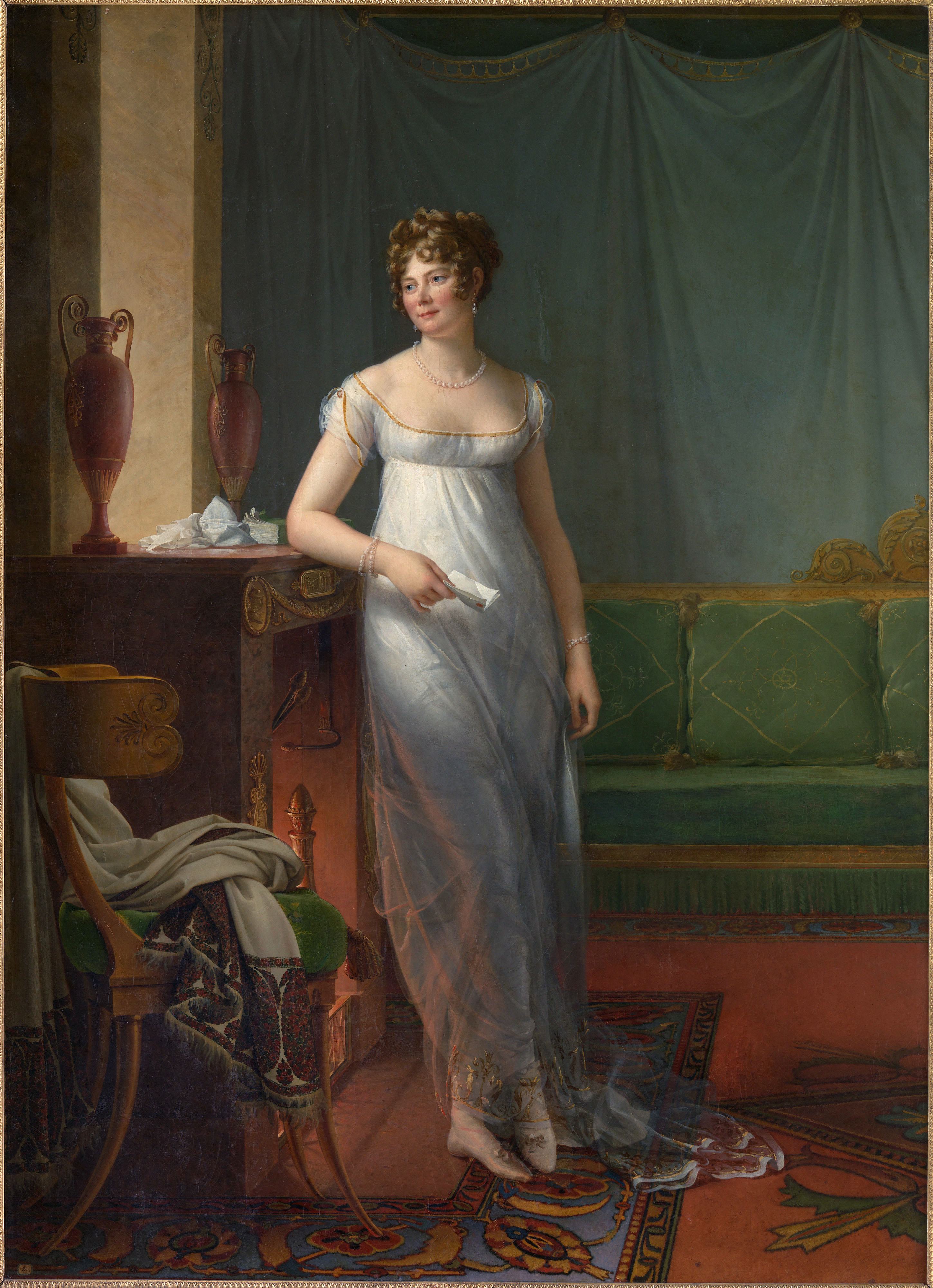
Portret door François Gérard (rond 1804), Metropolitan Museum of Art

Catherine nam in 1803 haar intrek in het kasteel van Valençay en stichtte er en een meisjesschool. Ze was verrukt toen zij en haar echtgenoot in 1806 de titel prinses en prins van Benevento kregen. Met het huwelijk ging het echter bergaf. In 1808 besliste Napoleon dat de Spaanse koninklijke familie moest verhuizen naar Valençay om daar onder toezicht te wonen. Catherine begon een affaire met de Spaanse hoveling José Miguel de Carvajal-Vargas, hertog van San Carlos. Dit kwam Napoleon ter ore en die verbande de hertog van San Carlos in 1814. Aan Catherine werd de toegang tot het hof verboden. Talleyrand drong aan op een scheiding die er uiteindelijk kwam in december 1816. Catherine bedong voor zichzelf een jaarlijkse toelage van 30.000 francs.
Ze trok naar Parijs waar ze zonder veel opzien een salon hield. Ze had geen contact meer met Talleyrand.